# Olympische Sommerspiele 2004/Taekwondo
Bei den XXVIII. Olympischen Sommerspielen 2004 in Athen fanden acht Taekwondo-Wettbewerbe statt, je vier für Frauen und Männer. Austragungsort war der Faliro Sports Pavilion im Vorort Paleo Faliro.

## Bilanz

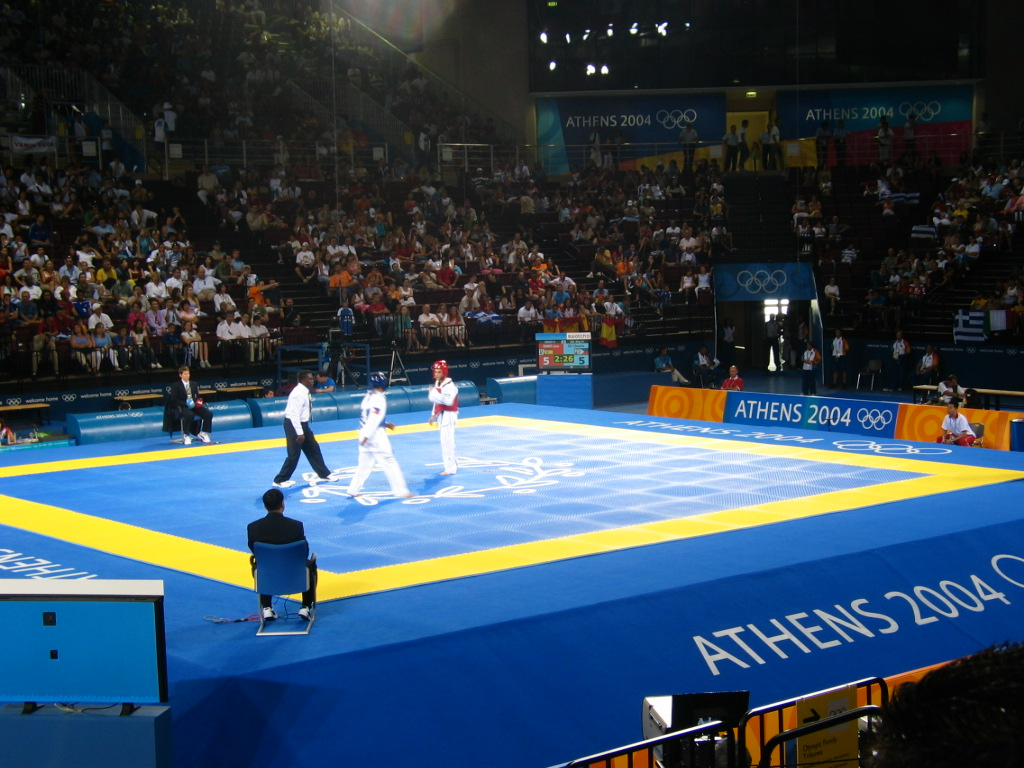
Taekwondo während der Olympischen Spiele von Athen

### Medaillenspiegel
| Platz  | Land               | Gold | Silber | Bronze | Gesamt |
| ------ | ------------------ | ---- | ------ | ------ | ------ |
| 1      | Chinesisch Taipeh  | 2    | 1      | –      | 3      |
| 2      | Südkorea           | 2    | –      | 2      | 4      |
| 3      | China              | 2    | –      | –      | 2      |
| 4      | Vereinigte Staaten | 1    | 1      | –      | 2      |
| 5      | Iran               | 1    | –      | 1      | 2      |
| 6      | Griechenland       | –    | 2      | –      | 2      |
| 7      | Frankreich         | –    | 1      | 1      | 2      |
| 7      | Mexiko             | –    | 1      | 1      | 2      |
| 9      | Kuba               | –    | 1      | –      | 1      |
| 9      | Türkei             | –    | 1      | –      | 1      |
| 11     | Ägypten            | –    | –      | 1      | 1      |
| 11     | Thailand           | –    | –      | 1      | 1      |
| 11     | Venezuela          | –    | –      | 1      | 1      |
| Gesamt | Gesamt             | 8    | 8      | 8      | 24     |

### Medaillengewinner
Männer
| Disziplin                  | Gold                       | Silber                      | Bronze                 |
| -------------------------- | -------------------------- | --------------------------- | ---------------------- |
| Fliegengewicht (bis 58 kg) | Chu Mu-yen (TPE)           | Óscar Salazar (MEX)         | Tamer Bayoumi (EGY)    |
| Federgewicht (bis 68 kg)   | Hadi Saei Bonehkohal (IRI) | Huang Chih-hsiung (TPE)     | Song Myeong-seob (KOR) |
| Mittelgewicht (bis 80 kg)  | Steven Lopez (USA)         | Bahri Tanrıkulu (TUR)       | Youssef Karami (IRI)   |
| Schwergewicht (über 80 kg) | Moon Dae-sung (KOR)        | Alexandros Nikolaidis (GRE) | Pascal Gentil (FRA)    |

Frauen
| Disziplin                  | Gold                 | Silber                    | Bronze                     |
| -------------------------- | -------------------- | ------------------------- | -------------------------- |
| Fliegengewicht (bis 49 kg) | Chen Shih-hsin (TPE) | Yanelis Labrada (CUB)     | Yaowapa Boorapolchai (THA) |
| Federgewicht (bis 57 kg)   | Jang Ji-won (KOR)    | Nia Abdallah (USA)        | Iridia Salazar (MEX)       |
| Mittelgewicht (bis 67 kg)  | Luo Wei (CHN)        | Elisavet Mystakidou (GRE) | Hwang Kyung-seon (KOR)     |
| Schwergewicht (über 67 kg) | Chen Zhong (CHN)     | Myriam Baverel (FRA)      | Adriana Carmona (VEN)      |

## Ergebnisse Männer

### Fliegengewicht (bis 58 kg)
| Platz | Land | Sportler               |
| ----- | ---- | ---------------------- |
| 1     | TPE  | Chu Mu-yen             |
| 2     | MEX  | Óscar Salazar          |
| 3     | EGY  | Tamer Bayoumi          |
| 4     | ESP  | Juan Antonio Ramos     |
| 5     | DOM  | Yulis Mercedes         |
| 5     | VIE  | Nguyễn Quốc Huân       |
| 7     | UKR  | Oleksandr Schaposchnyk |
| 7     | LBA  | Ezedin Tlish           |

Datum: 26. August 2004

16 Teilnehmer aus 16 Ländern

### Leichtgewicht (bis 68 kg)
| Platz | Land | Sportler          |
| ----- | ---- | ----------------- |
| 1     | IRI  | Hadi Saei         |
| 2     | TPE  | Huang Chih-hsiung |
| 3     | KOR  | Song Myeong-seob  |
| 4     | BRA  | Diogo da Silva    |
| 5     | EGY  | Tamer Hussein     |
| 5     | GUA  | Gabriel Sagastume |
| 7     | AUT  | Tuncay Caliskan   |
| 7     | ITA  | Carlo Molfetta    |

Datum: 27. August 2004

16 Teilnehmer aus 16 Ländern

### Mittelgewicht (bis 80 kg)
| Platz | Land | Sportler        |
| ----- | ---- | --------------- |
| 1     | USA  | Steven Lopez    |
| 2     | TUR  | Bahri Tanrıkulu |
| 3     | IRI  | Youssef Karami  |
| 4     | AZE  | Rəşad Əhmədov   |
| 5     | MEX  | Víctor Estrada  |
| 5     | TUN  | Hichem Hamdouni |
| 7     | PHI  | Donald Geisler  |
| 7     | IRQ  | Raid Rasheed    |

Datum: 28. August 2004

16 Teilnehmer aus 16 Ländern

### Schwergewicht (über 80 kg)
| Platz | Land | Sportler              |
| ----- | ---- | --------------------- |
| 1     | KOR  | Moon Dae-sung         |
| 2     | GRE  | Alexandros Nikolaidis |
| 3     | FRA  | Pascal Gentil         |
| 4     | JOR  | Ibrahim Kamal         |
| 5     | KAZ  | Adilchan Sagindykow   |
| 5     | MAR  | Abdelkader Zrouri     |
| 7     | ESP  | Jon García            |
| 7     | COL  | Julian Rojas          |

Datum: 29. August 2004

16 Teilnehmer aus 16 Ländern

## Ergebnisse Frauen

### Fliegengewicht (bis 49 kg)
| Platz | Land | Sportlerin           |
| ----- | ---- | -------------------- |
| 1     | TPE  | Chen Shih-hsin       |
| 2     | CUB  | Yanelis Labrada      |
| 3     | THA  | Yaowapa Boorapolchai |
| 4     | COL  | Gladys Mora          |
| 5     | GUA  | Euda Carías          |
| 5     | CAN  | Ivett Gonda          |
| 7     | NEP  | Sangina Baidya       |

Datum: 26. August 2004

15 Teilnehmerinnen aus 15 Ländern

### Leichtgewicht (bis 57 kg)
| Platz | Land | Sportlerin                 |
| ----- | ---- | -------------------------- |
| 1     | KOR  | Jang Ji-won                |
| 2     | USA  | Nia Abdallah               |
| 3     | MEX  | Iridia Salazar             |
| 4     | ESP  | Sonia Reyes                |
| 5     | ITA  | Cristiana Corsi            |
| 5     | THA  | Nootcharin Sukkhongdumnoen |
| 7     | CIV  | Mariam Bah                 |
| 7     | RUS  | Margarita Mkrttschjan      |

Datum: 27. August 2004

15 Teilnehmerinnen aus 15 Ländern

### Mittelgewicht (bis 67 kg)
| Platz | Land | Sportlerin             |
| ----- | ---- | ---------------------- |
| 1     | CHN  | Luo Wei                |
| 2     | GRE  | Elisavet Mystakidou    |
| 3     | KOR  | Hwang Kyung-seon       |
| 4     | GUA  | Heidy Juárez           |
| 5     | PUR  | Ineabelle Díaz         |
| 5     | PHI  | Mary Antoinette Rivero |
| 7     | NOR  | Nina Solheim           |
| 7     | NZL  | Verina Wihongi         |

Datum: 28. August 2004

15 Teilnehmerinnen aus 15 Ländern

### Schwergewicht (über 67 kg)
| Platz | Land | Sportlerin          |
| ----- | ---- | ------------------- |
| 1     | CHN  | Chen Zhong          |
| 2     | FRA  | Myriam Baverel      |
| 3     | VEN  | Adriana Carmona     |
| 4     | BRA  | Natália Falavigna   |
| 5     | ITA  | Daniela Castrignano |
| 5     | JOR  | Nadin Dawani        |
| 7     | CAN  | Dominique Bosshart  |
| 7     | JPN  | Yoriko Okamoto      |

Datum: 29. August 2004

15 Teilnehmerinnen aus 15 Ländern